# مهكوية عليا (مقاطعة فيروزآباد)
مهكوية عليا (بالفارسية: مهکویه علیا) هي قرية تقع في قسم خواجه‌اي الريفي في إيران. يقدر عدد سكانها بـ 37 نسمة بحسب إحصاء 2016.